# Jane Levy
Pour les articles homonymes, voir Levy.
Jane Colburn Levy, née le 29 décembre 1989, est une actrice américaine. 
Elle est révélée au grand public pour son rôle de Tessa Altman dans la série comique Suburgatory, diffusée par la chaîne ABC de 2011 à 2014.
Au cinéma, elle est surtout connue pour avoir été la tête d'affiche de deux films d'horreur réalisés par Fede Alvarez :   Evil Dead (2013) et Don't Breathe : La Maison des ténèbres (2016).

## Biographie

### Jeunesse
Jane Levy est née dans le comté de Marin en Californie. Elle est la fille de Mary (née Tilbury), une artiste, et de Lester Levy, un musicien. Son père est juif. Sa mère est d'origine anglaise, écossaise et irlandaise. Elle a grandi dans le comté de Marin, Californie du Nord, où elle est allée au lycée. À l'école, elle faisait partie de l'équipe de hip-hop et était capitaine de l'équipe de  football,. Elle apparait dans  une pièce de théâtre, Annie, ainsi que dans Le Magicien d'Oz. 
Au lycée, elle se rendit cinq mois en Angleterre. Elle fut scolarisée au Goucher College (en) pendant un semestre avant de s'orienter vers le Stella Adler Studio of Acting dans l'état de New York.

### Débuts et révélation (2011-2014)
Après deux ans à New York, Jane Levy retourne à Los Angeles. Alors qu'elle n'a jamais joué dans aucun film ou série, elle passe une audition pour la nouvelle série dramatique Shameless, quelques semaines avant de retourner en Californie. Elle va incarner ce personnage récurrent de Mandy Milkovic seulement durant la première saison diffusée par la chaîne câblée Showtime.
En mars 2011, elle est choisie pour tenir le rôle principal d'une nouvelle sitcom, nommée Suburgatory, avec Jeremy Sisto et Cheryl Hines,. 
Malgré le succès modeste de la série, la jeune actrice est placée sous le feu des projecteurs. Les critiques la nomment comme une des étoiles montantes de 2011 et le magazine Forbes la nomme dans sa liste de 30 personnes de moins de 30 ans qui « réinventent le monde ». Elle est aussi comparée à Emma Stone, qui perce alors au cinéma et avec qui elle partage une chevelure rousse. La jeune actrice apprécie quant à elle la possibilité de développer son personnage tout au long de 22 épisodes par saison. Son moment préféré de la première année est quand le personnage Ryan Shay (interprété par Parker Young) confond Eternal Sunshine of the Spotless Mind avec Ace Ventura, détective pour chiens et chats.
Parallèlement à la série, l'actrice participe à différents projets cinématographiques : elle tient ainsi un second rôle dans le film indépendant Nobody Walks, porté par John Krasinski et Olivia Thirlby. Elle fait aussi partie du casting de la comédie pour adolescents Fun Size, où elle donne la réplique à Victoria Justice et l'humoriste Chelsea Handler. Pendant le tournage, Jane fut déçue de ne pas avoir pu rencontrer le comédien Johnny Knoxville, qui était sur le plateau la seule semaine de tournage où elle n’y était pas.

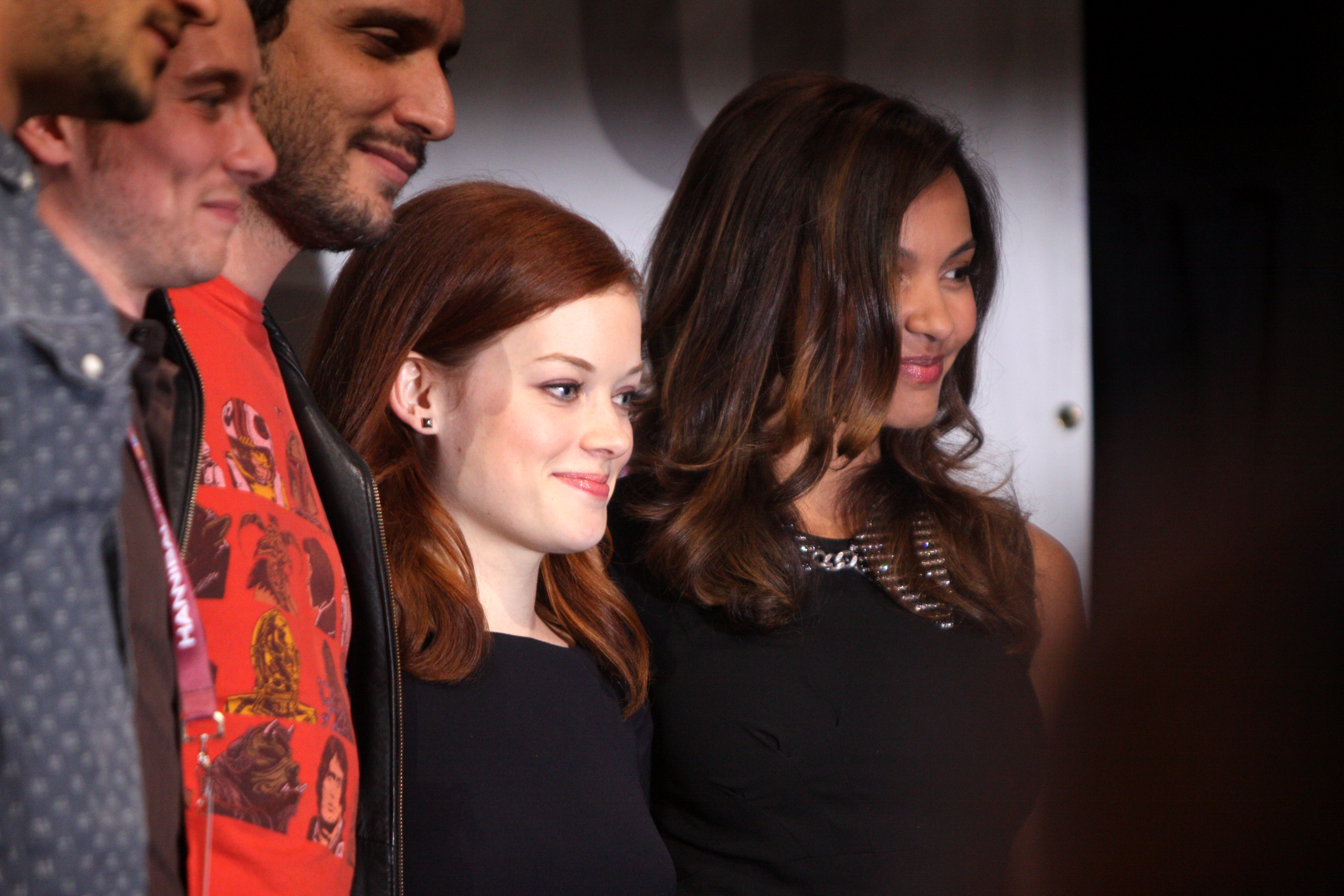
L'actrice aux côtés de Jessica Lucas pour la promotion de Evil Dead au WonderCon 2013, en Californie.

L'année 2013 la propulse tete d'affiche au cinéma : elle joue l'héroïne de l'attendu film d'horreur et remake Evil Dead, réalisé par Fede Alvarez. Le film reçoit de bonnes critiques. L'année suivante, elle s'extirpe des rôles d'adolescentes en intégrant la bande de trentenaires qui se réunissent le temps d'un week-end dans le film indépendant About Alex, écrit et réalisé par Jesse Zwick. Suburgatory se conclut alors sur ABC.

### Cinéma indépendant puis retour télévisuel (depuis 2014)
L'actrice se concentre dans un premier temps sur le cinéma : toujours en 2014, elle tient le rôle principal de la comédie musicale indépendante Bang Bang Baby, écrite et réalisée par Jeffrey St. Jules.Elle y a pour partenaire Justin Chatwin. L'accueil critique est positif dans l'ensemble. Puis en 2015, elle tient un second rôle dans la comédie indépendante Frank and Cindy, dont les rôles-titres sont interprétés par Rene Russo et Oliver Platt.
Fin 2016, elle retrouve surtout le cinéaste Fede Alvarez pour porter un nouveau film d'horreur, Don't Breathe : La Maison des ténèbres. Les critiques sont très enthousiastes face à ce projet original. Pour les fetes de fin d'année, la comédienne seconde Lucas Till, interprète principal de la comédie d'aventures familiale Monster Cars, réalisée par Chris Wedge. La réception est cette fois très tiède.
L'année 2017 est marquée par un second rôle dans l'acclamé film indépendant I Don't Feel at Home in This World Anymore, dont les protagonistes sont incarnés par Melanie Lynskey et Elijah Wood. Le film est rendu disponible exclusivement sur Netflix. Par ailleurs, elle apparait dans un épisode de la très attendue troisième saison de Twin Peaks, réalisée par David Lynch. Elle tente alors de revenir durablement à la télévision, en intégrant le casting de la nouvelle sitcom chorale There's Johnny !, avec notamment Tony Danza et Paul Reiser. Mais le programme ne dépasse pas sept épisodes. 
Durant l'année 2018, l'actrice figure au casting de l'attendue série Castle Rock, basée sur l'oeuvre de Stephen King et produite par J. J. Abrams. La fiction est diffusée durant l'été 2018. Un mois plus tôt, l'actrice est à l'affiche d'une comédie horrifique, Office Uprising, portée par le jeune Brenton Thwaites. Puis en novembre, c'est James Franco qui la dirige pour le film indépendant Pretenders. Le film est une reconstruction libre du "Jules et Jim" de Truffaut; elle y tient le rôle principal aux côtés de Jack Kilmer et Shameik Moore.James Franco lui-même, Juno Temple mais aussi Denis Quaid et Brian Cox y jouent des rôles secondaires.

Depuis 2020, elle interprète le rôle-titre de la série télévisée musicale Zoey et son incroyable playlist.

## Vie privée
Le 3 mars 2011, à l'âge de 23 ans, l'actrice se marie avec l’acteur Jaime Freitas. D’après les documents du tribunal, le couple se sépare seulement quelques mois après, le 31 octobre 2011. En avril 2013, l'actrice demande officiellement le divorce et cite des « différends inconciliables »,,.
Entre-temps, l'actrice a déjà entamé une nouvelle relation avec Thomas McDonell, rencontré sur le plateau de tournage de la série télévisée Suburgatory en octobre 2011.

## Filmographie

### Cinéma
- 2012 : Nobody Walks, de Ry Russo-Young : Caroline
- 2012 : Fun Size, de Josh Schwartz : April
- 2013 : Evil Dead de Fede Alvarez : Mia
- 2014 : About Alex de Jesse Zwick : Kate
- 2014 : Bang Bang Baby, de Jeffrey St. Jules : Stepphy
- 2015 : Frank and Cindy, de G.J. Echternkamp : Kate
- 2016 : Don't Breathe : La Maison des ténèbres (Don't Breathe), de Fede Alvarez : Rocky
- 2017 : I Don't Feel at Home in This World Anymore, de Macon Blair :
- 2017 : Monster Cars (Monster Trucks), de Chris Wedge
- 2018 : Pretenders, de James Franco
- 2019 : Office Uprising, de Lin Oeding
- 2025 : Atropia de Hailey Gates : Nancy

### Télévision
- 2011 : Shameless (série télévisée) : Mandy Milkovich (rôle récurrent, 5 épisodes)
- 2011 - 2014 : Suburgatory (série télévisée) : Tessa Altman (rôle principal, 57 épisodes)
- 2014 : Kroll Show (série télévisée) Madison (guest-star, 1 épisode)
- 2016 : Swedish Dicks (série télévisée) : Taylor Slow (guest-star, 1 épisode)
- 2017 : Twin Peaks : Elizabeth (guest-star, Partie 5)
- 2017 : There's... Johnny ! : Joy Greenfield (rôle principal, 7 épisodes).
- 2018 : Castle Rock : Jackie Torrance (rôle principal, 10 épisodes).
- 2019 : What/If (série télévisée) : Lisa (rôle principal, 10 épisodes).
- 2020 : Zoey et son incroyable playlist :  Zoey (rôle principal).

### Courts métrages
- 2015 : Nicholas & Hillary d'Elizabeth Orr
- 2015 : Here Now de Gregg Araki : Mel
- 2017 : Ciao Lola d'Oscar Boyson : Lola

## Distinction

### Nomination
- Golden Globes 2021 : Golden Globe de la meilleure actrice dans une série télévisée musicale ou comique pour Zoey et son incroyable playlist [22]

## Voix francophones
En version française, Jane Levy est notamment doublée par Karine Foviau, dont dans Suburgatory, Fun Size, Don't Breathe, Monster Cars ou encore What/If.
Elle est également doublée par Adeline Chetail dans Evil Dead, Alice Taurand dans Shameless et Laure Berend-Sagols dans Castle Rock.